# Аосима (остров, Эхиме)
Аосима (яп. 青島) — маленький остров на юге Японии, расположенный в префектуре Эхиме. Остров расположен в 13 километрах на север от побережья главного острова Сикоку. Также известен как Кошачий остров (яп. 猫の島 нэко-но-сима) из-за большого количества проживающих там кошек.

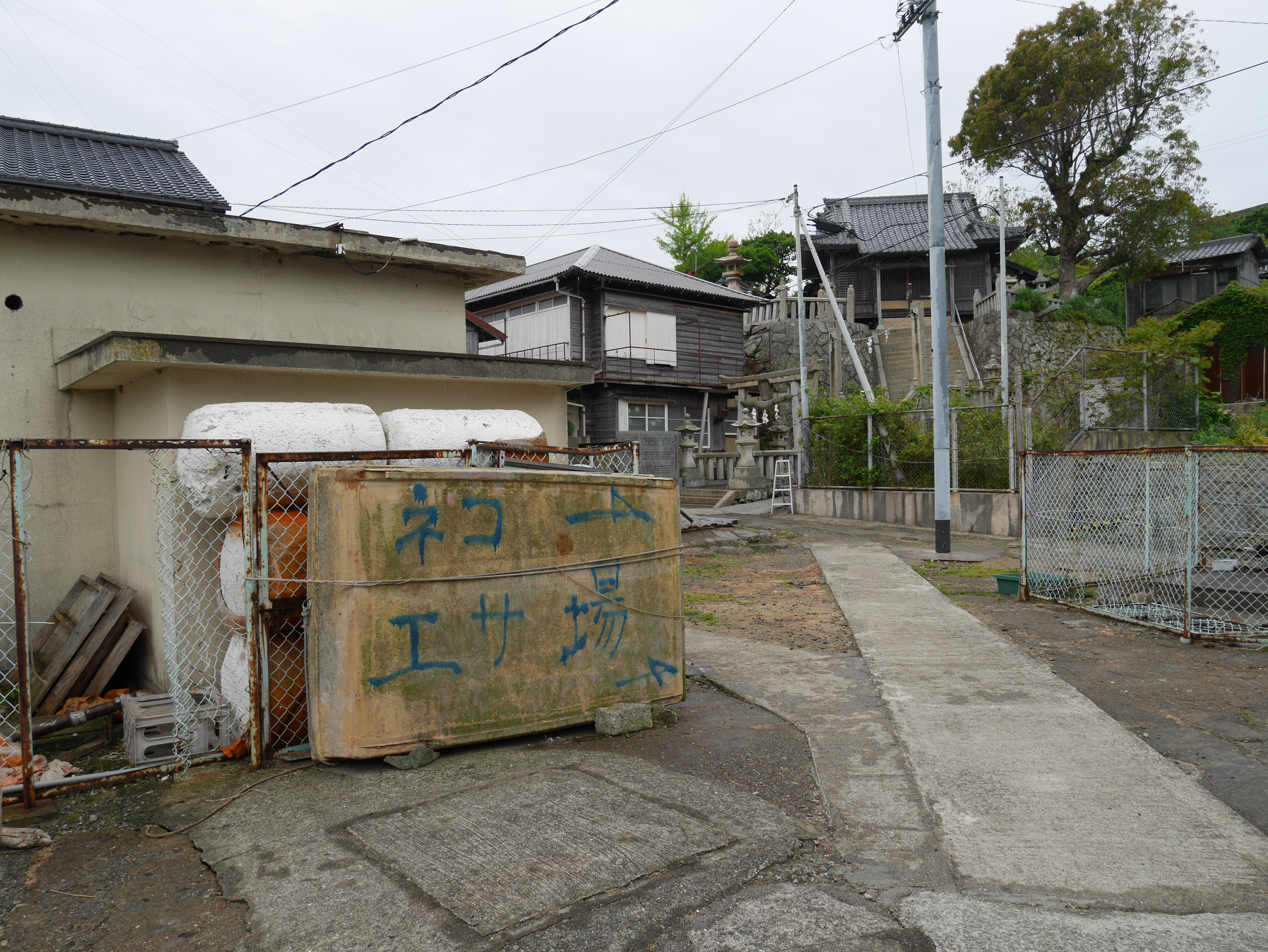
Специальное место для кормления кошек в нескольких минутах от порта. Сзади находится храм Аосима

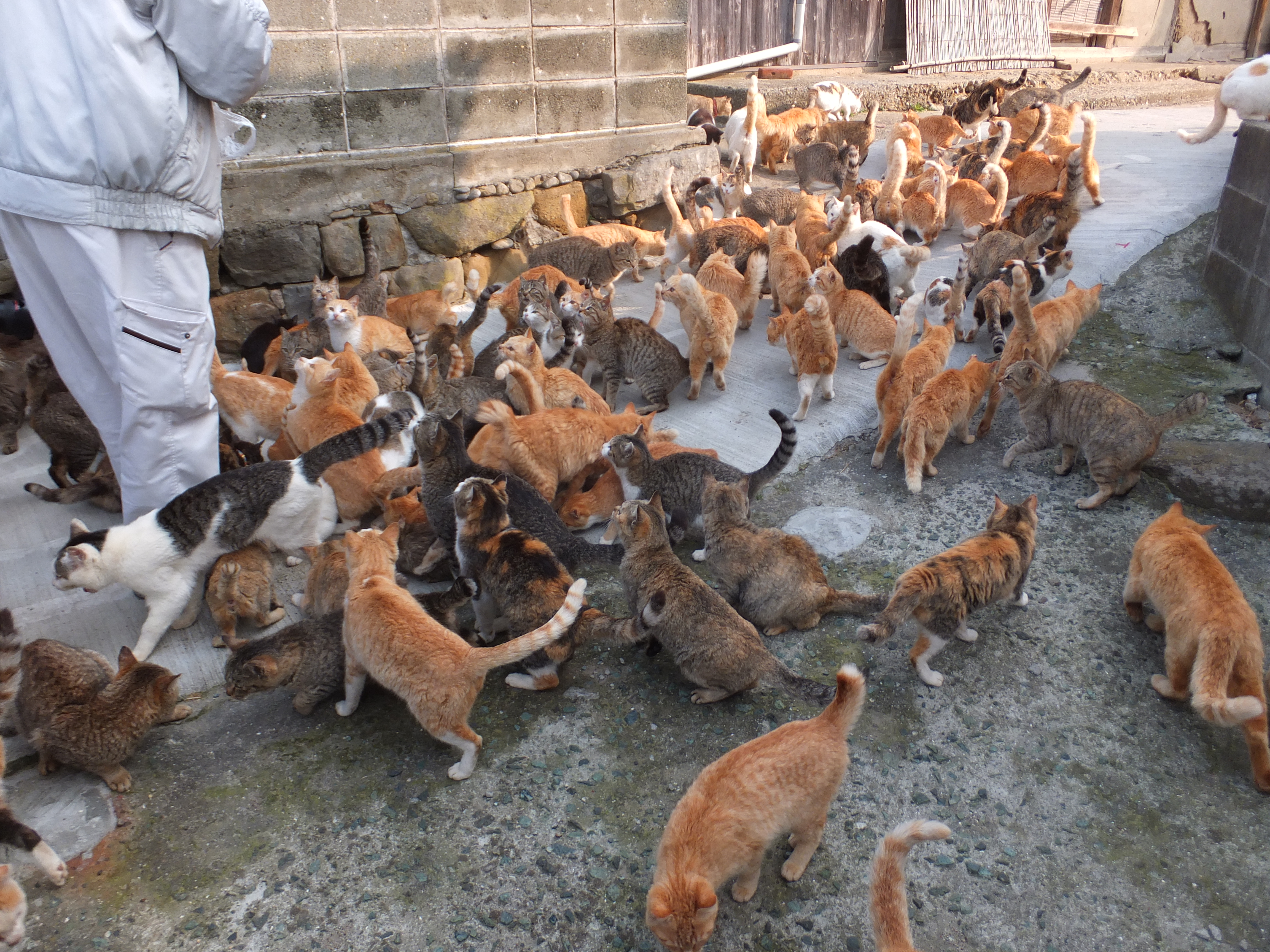

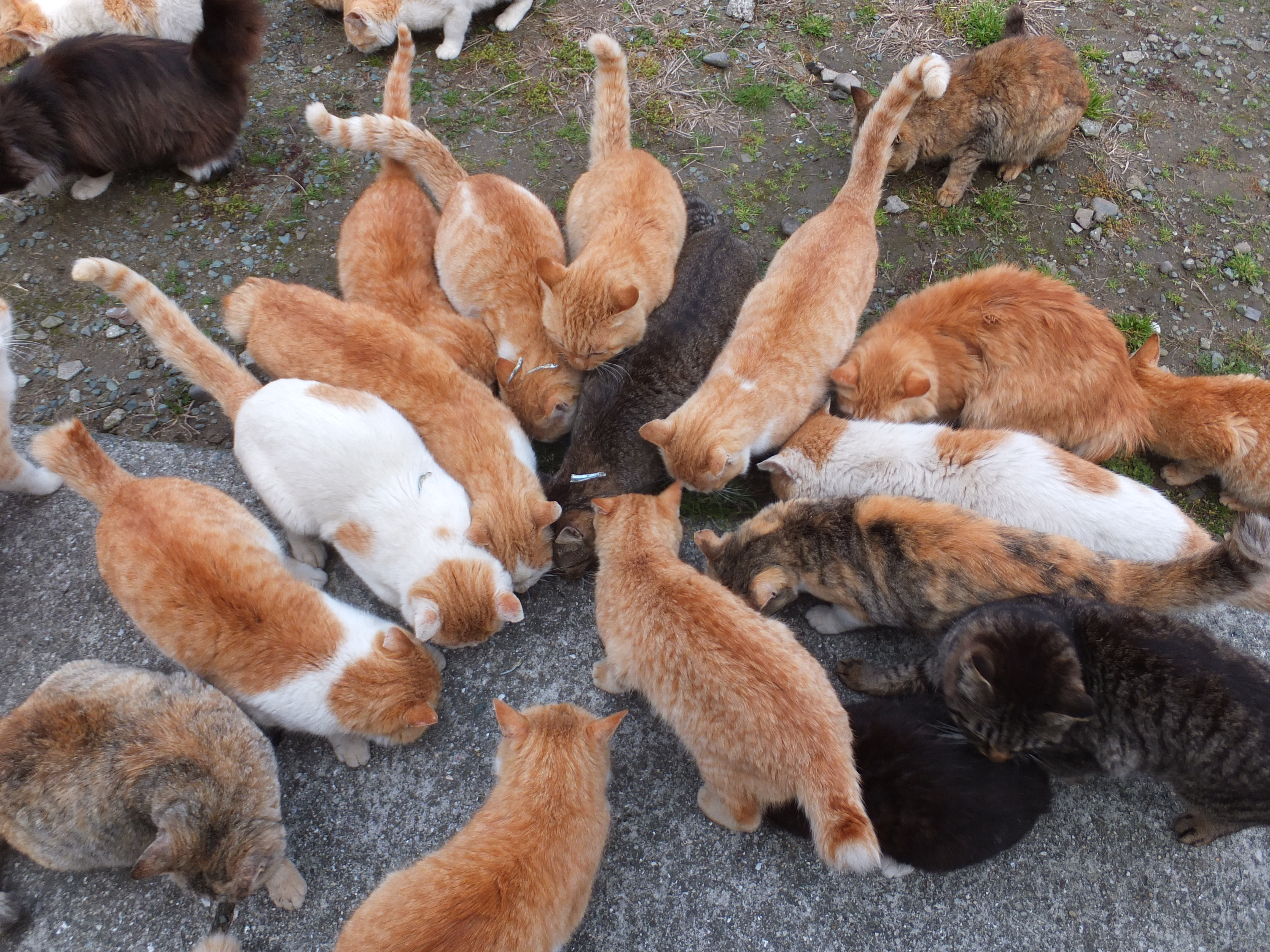
Кормление кошек

В период своего расцвета в 1940-50-х гг рыбацкая деревня Аосима насчитывала около 900 жителей. По состоянию на 2019 год соотношение кошек к людям было почти 36:1. Рыбаки завезли кошек на остров для борьбы с грызунами, но они прижились там и размножились в больших количествах.
Кошек Аосимы кормят на пожертвования со всей Японии. Кошки также едят мелких существ острова и получают немного корма от посетителей.
Длина острова составляет примерно 1,6 км. Ранее он был частью Нагахама в районе Кита, но с 2005 года административно принадлежит городу Одзу.
После истощения промысла сардин рабочие переехали в города, человеческое население Аосимы сократилось. По состоянию на февраль 2019 года на Аосиме проживало всего шесть человек. 10 мая 2023 года газета The New York Times сообщила, что население острова сократилось до пяти человек.

## Население
По оценкам, в 2013 году на острове проживало 50 жителей. В 2018 году газета Эхимэ Симбун сообщила, что население сократилось до 13 человек, причём их средний возраст был больше 75 лет. В 2019 году издание The Asahi Shimbun Globe сообщило, что на острове осталось всего шесть жителей. Остров привлекает туристов, которые навещают кошек и кормят их.
Сообщалось, что в период с 2015 по 2018 год кошачья популяция острова составляла от 120 до 130 особей.
В феврале 2018 года Эхимэ Симбун сообщила, что все кошки на острове будут стерилизованы или кастрированы, чтобы снизить популяцию кошек в ответ на сокращение численности населения. К октябрю 210 кошек были стерилизованы и кастрированы, местный старожил спрятал около 10 кошек, так как выступал против программы, и их кастрация не затронула.

## Транспортные связи
Добраться на Аосиму можно лишь из порта Нагахама. Паром (катер) ходит два раза в день. Путешествие в один конец занимает около 30 минут.